# NN-18
La carretera NN‑18 es una vía departamental secundaria que recorre aproximadamente 12,5 km en el departamento de Chinandega, Nicaragua. Conecta el municipio de Potosí con Villanueva, y cruza las carreteras NN-17 y NIC-15, mejorando la conectividad entre estas localidades.

## Trazado y cruces
La siguiente tabla detalla el recorrido estimado de la NN‑18 con los puntos principales y conexiones:
| km    | Localidad                | Departamento | Conexión / Ruta       |
| ----- | ------------------------ | ------------ | --------------------- |
| 0,00  | Potosí                   | CH           | Inicio de ruta; NN 17 |
| 6,00  | Zona agrícola intermedia | CH           | —                     |
| 12,50 | Villanueva               | CH           | NIC 15                |

## Coordenadas
Uno de los tramos de la NN‑18 puede ser localizado en las coordenadas: 13°12′58″N 87°24′11″O / 13.2160, -87.4030